# Senilites
Senilites is een geslacht van kevers uit de familie  waterroofkevers (Dytiscidae).
Het geslacht is voor het eerst wetenschappelijk beschreven in 1948 door Brinck.

## Soorten
Het geslacht omvat de volgende soort:
- Senilites tristanicola Brinck, 1948